# عزلة العارضة (ذمار)
عزلة العارضة هي إحدى عزل مديرية ضوران انس في محافظة ذمار اليمنية ويبلغ تعداد سكانها 5563 نسمة حسب التعداد السكاني في اليمن لعام 2004.